# バレニー諸島
バレニー諸島（英語: Balleny Islands）は、南極海にある諸島。ロス海域北端部、南極線（南緯66度33分）付近にある無人の火山島群である。
1839年、イギリスの捕鯨船長ジョン・バレニーによって発見された。南極探検史上、南極圏で最初に人類が上陸した陸地である。南極環流のただ中に位置する海洋性の島であることから、海鳥や海獣の貴重な休息地・繁殖地となっており、諸島に含まれるサブリナ島は南極特別保護地区 (Antarctic Specially Protected Area) に指定されている。

## 地理

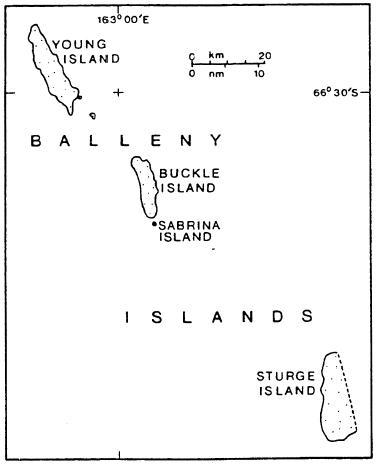
バレニー諸島

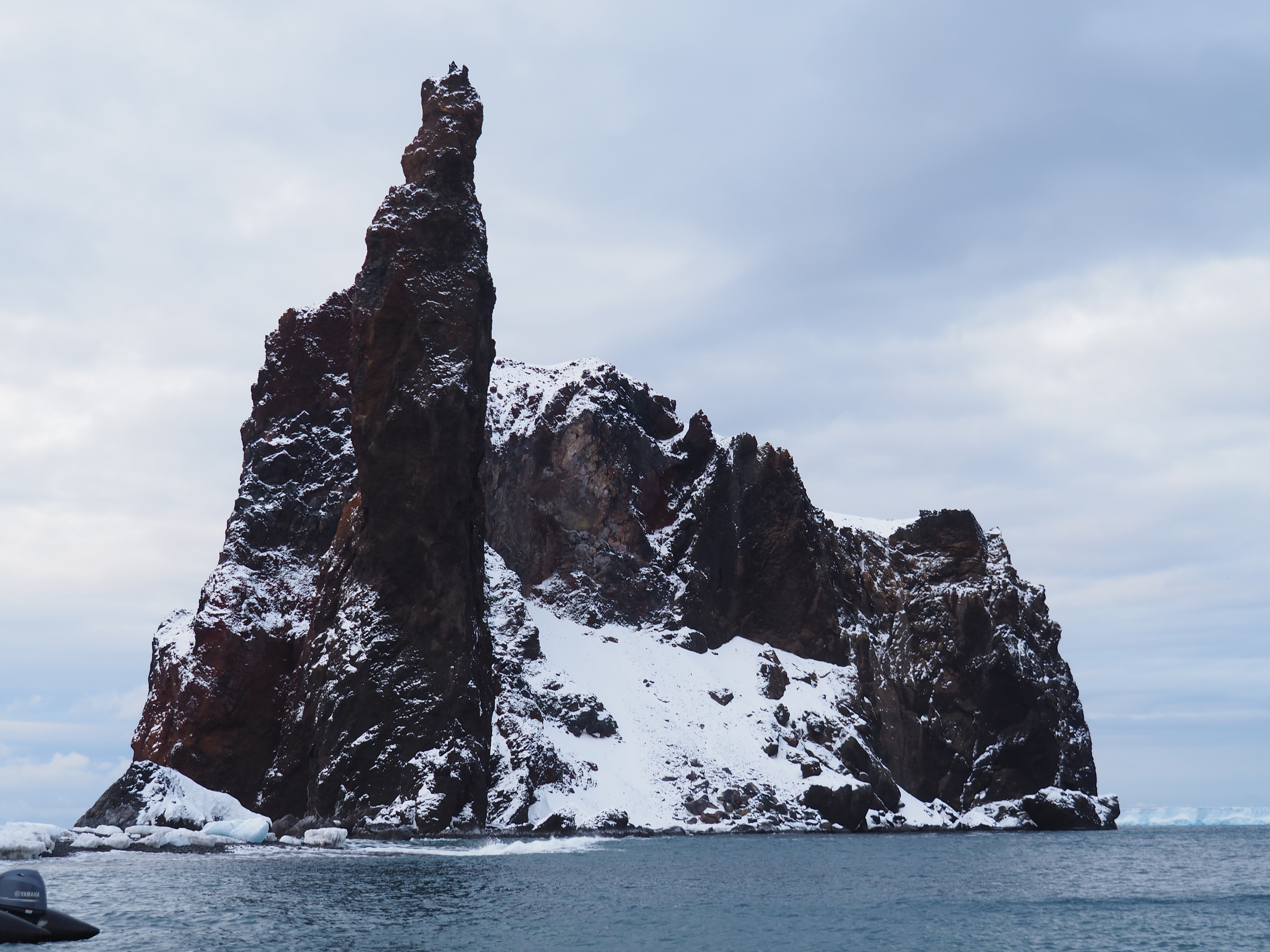
サブリナ島のモノリス

### 位置・広がり
南極大陸東部（東南極）・オーツランドにある Cape Kinsey の北北東約240kmに位置する。3つの大きな島と、2つの小さな島、および露岩からなっている。厚い氷河に覆われた火山島で、北西 - 南東方向に約160kmにわたって広がっている。諸島の面積は400 km2。諸島の最高地点はスタージ島のブラウン・ピーク (Brown Peak (Sturge Island)) で、標高は1,705 mである（ただしこれはアメリカによる数値であり、ニュージーランドの数値によれば 1,524 mとされる）。
主要3島は、北西から順に以下のとおり。
- ヤング島  (Young Island)
- バックル島  (Buckle Island)
- スタージ島  (Sturge Island)

バックル島の南にサブリナ島 (Sabrina Island) 、ヤング島の南にボラデール島 (Borradaile Island) がある。ボラデール島には南極線（南緯66度33分）が通過している。

### 領有権主張
ニュージーランドが「ロス海属領」の一部として領有権を主張している。

## 歴史

### 1839年: バレニーによる発見と上陸

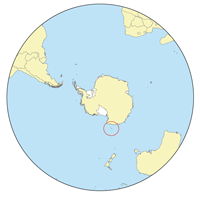
バレニー諸島の位置。ニュージーランドのほぼ南にある。

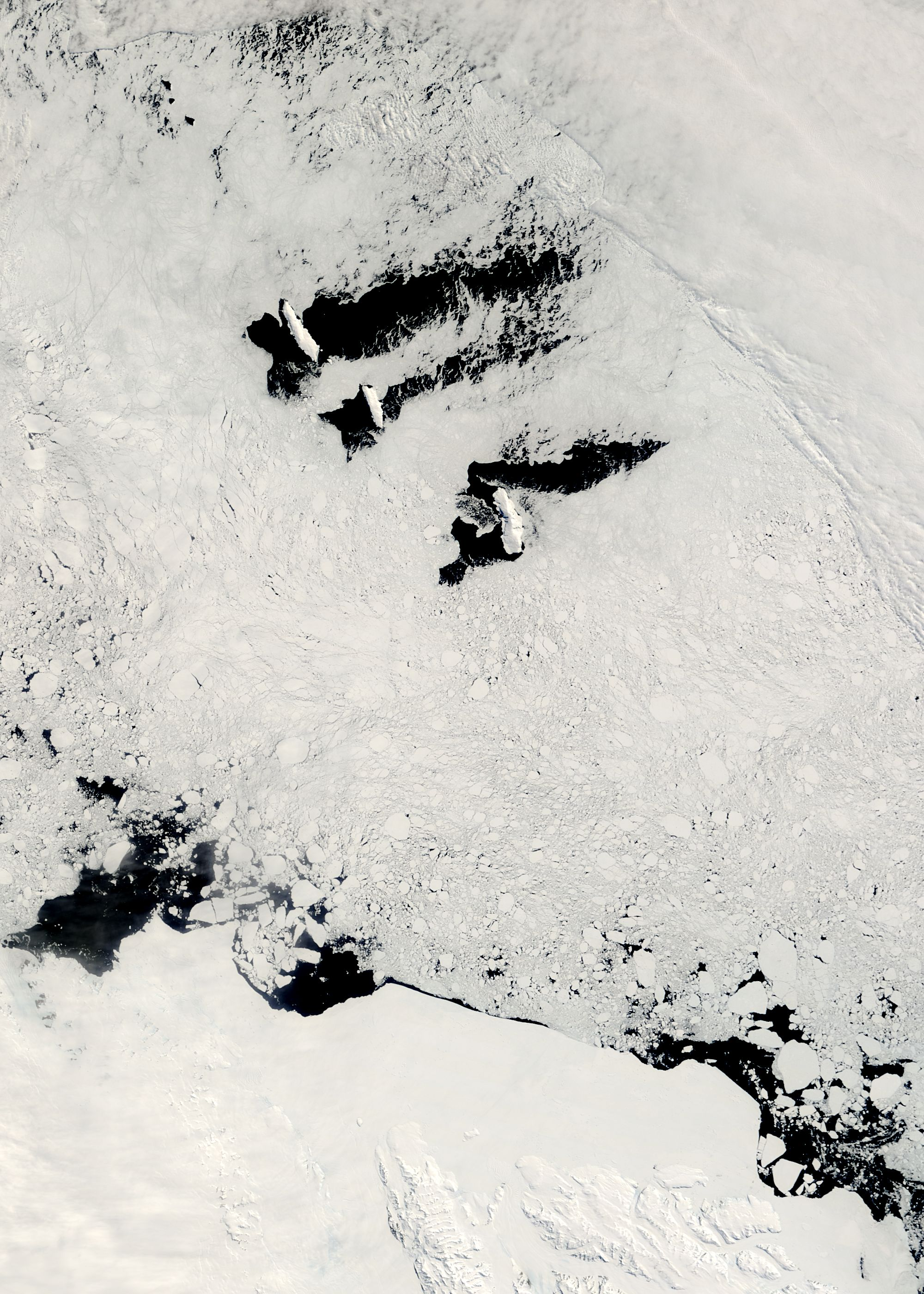
南極大陸とバレニー諸島

1839年2月9日、イギリス・エンダービー社 (Samuel Enderby & Sons) の捕鯨船長ジョン・バレニー (John Balleny) によってこの諸島は発見された。バレニーは、エンダービー社のチャールズ・エンダービー (Charles Enderby) らの出資を受けて、1838年から1839年にかけて南極海の探検航海を行ったスクーナー「エリザ・スコット号」 Eliza Scott の船長である。
バレニーの「エリザ・スコット号」は、トーマス・フリーマン（Thomas Freeman）が船長を務めるカッター「サブリナ号」 Sabrina とともに、ニュージーランドからキャンベル島を経由して南極海に入った。しかし海氷に進路を阻まれ、2月1日に南緯69度00分 東経172度11分 / 南緯69.000度 東経172.183度を最南到達点として、霧の中で北西に進むことを余儀なくされる。2月9日午前11時30分、バレニーはこの諸島を発見する。
2月11日、トーマス・フリーマンがこの諸島のいずれかの島に、短時間ながら上陸した。この島はおそらくボラデール島であり、これによって南極圏内にはじめて人類が上陸したと考えられる（南極への上陸は1820年頃に南極半島付近で行われているが、これらは南極線以北である）。
「ヤング島」「ボラデール島」「バックル島」「スタージ島」「ブラウン・ピーク」などはバレニーによる命名で、いずれも探検航海に共同出資した商人たちの名である。「バレニー諸島」という名は、バレニーの功績を讃え、イギリス海軍水路部長官 (Hydrographer of the Navy) フランシス・ボーフォートによって命名された。「サブリナ島」の名は、この探検隊のカッターの名にちなんでいる。
なお、この諸島の発見後バレニーらは西へ航海を行い、3月2日に南緯64度58分 東経121度08分 / 南緯64.967度 東経121.133度の位置で、東経117度付近にある南方の陸地をわずかな時間望見する。ウィルクスランドの一部にあたるこの海岸は、サブリナ海岸と呼ばれることになる。

### 発見以後
バレニーに次いでこの諸島を目にしたのは、1841年のジェームズ・クラーク・ロスである。ロスは、バレニーがもたらした情報から、東経170度から180度経線にかけての南極地域の探検を決意したのであった。1841年3月上旬、ロス海を発見することになる航海の途次にロスはこの諸島を見、諸島の沖合で4日間を過ごした。その後、この諸島は1850年代に2度望見されたあと（2度目のものは1853年にマーケイター・クーパーが南極からの帰途視認したものである）、1894年まで記録が途絶える。
南極探検の「英雄時代」 (Heroic Age of Antarctic Exploration) に入ると、ロス海から南極大陸を目指したカルステン・ボルフグレヴィンク (Carsten Borchgrevink) （1899年）や、ロバート・スコット（1904年）などがこの諸島を望見している。
1936年、英国海軍の調査船ディスカバリー2世号 (RRS Discovery II) が立ち寄り、この諸島の調査を試みたが、上陸は断念されている。第二次世界大戦後の1948年1月、アメリカ海軍のハイジャンプ作戦により、島の空撮が行われた。1948年2月29日、オーストラリアの調査隊がボラデール島に上陸し、記録に残る限りフリーマン以来約110年ぶりとなる、史上二番目の諸島への上陸者となった。
以後、フランス、ソビエト連邦、ニュージーランド、アメリカ合衆国など、各国の調査隊が諸島を訪れ、上陸・調査を行っている。1966年、南極条約協議国会議の勧告IV-4により、サブリナ島は南極特別保護地区に指定された。

## 自然環境・生態系
バレニー諸島では、アデリーペンギン、ヒゲペンギン、ギンフルマカモメ、ナンキョクフルマカモメ、マダラフルマカモメ、ユキドリの繁殖が確認されている。ブーベ島とピョートル1世島の間の経度264度の範囲では、ヒゲペンギンの唯一の繁殖地である。また、アデリーペンギンとヒゲペンギンの繁殖域が共存しているのは貴重である。
上記の他、バレニー諸島で生息が記録されている鳥類・アザラシ類は以下の通り。
鳥類
ナンキョククジラドリ、ナンキョクアジサシ、マユグロアホウドリ、ハイガシラアホウドリ、ハイイロアホウドリ、ハイイロミズナギドリ、マカロニペンギン、ミナミオオトウゾクカモメ、ワタリアホウドリ、ノドジロクロミズナギドリ、アシナガウミツバメ
アザラシ類
カニクイアザラシ、ゾウアザラシ、ヒョウアザラシ、ウェッデルアザラシ
とくにサブリナ島には、諸島内で最も大きなアデリーペンギンのコロニーがあり、また諸島のヒゲペンギンのつがいの大半が生息している。「ロス海域で最も北にある南極の陸地としてのバレニー諸島は、この緯度における数多くの周極分布を反映する動植物を維持し、特にサブリナ島はそのような動植物の代表的な試料をもたらす」として、サブリナ島とその近傍にある「ヒゲペンギン小島」が、南極特別保護地区（ASPA No.104. 日本の南極地域の環境の保護に関する法律施行規則では「第四南極特別保護地区」）に指定されている。